# دانيال كويت جيلمان
دانيال كويت غيلمان (بالإنجليزية: Daniel Coit Gilman) (6 يوليو 1831 – 13 أكتوبر 1908)، كان مربّياً وأكاديمياً أمريكياً بارزاً. لعب دوراً محورياً في تأسيس مدرسة شيفيلد العلمية في كلية ييل، ثم شغل منصب الرئيس الثاني لجامعة كاليفورنيا في بيركلي، وكان أول رئيس لجامعة جونز هوبكنز، وكذلك الرئيس المؤسس لمؤسسة كارنيغي.
تخليداً لاسمه، أُطلقت تسمية "غيلمان هول" على مبانٍ في كل من بيركلي وجونز هوبكنز. وكان أيضاً أحد المؤسسين المشاركين لـ رابطة راسل الاستئمانية، وهي الجهة التي تدير الشؤون المالية لجمعية "سكل أند بونز" السرية في جامعة ييل.
شغل غيلمان منصب رئيس جامعة جونز هوبكنز لمدة خمسة وعشرين عاماً، وتُعدّ مراسم تنصيبه في عام 1876 لحظة مفصلية تُعتبر غالباً بمثابة "نقطة الانطلاق للتعليم العالي والدراسات العليا في الولايات المتحدة".

## وصلات خارجية
- دانيال كويت جيلمان على موقع الموسوعة البريطانية (الإنجليزية)